# Isla Pangon
Isla Pangon (en inglés: Pangon Island) es una isla interior en el río Gambia en África Occidental, en el país de Gambia.
La isla se encuentra inmediatamente aguas abajo de la Isla de Janjanbureh tiene casi 2,7 kilómetros de largo y en su punto más ancho, alrededor de un kilómetro de ancho.  La isla se encuentra cerca de la orilla derecha del Gambia, en un estrecho canal.  Las aguas del río tienen unos 150 metros de ancho, y entre cinco y 10 metros de profundidad.